# 拓跋雲
拓跋 雲（たくばつ うん、447年 - 481年）は、北魏の皇族。任城康王。

## 経歴
拓跋晃と孟椒房のあいだの子として生まれた。451年（太平真君12年）に父が死去すると、5歳の拓跋雲は号哭してやまなかったので、祖父の太武帝は拓跋雲を抱きかかえて「汝何ぞ成人の意有るを知るや」と言って泣いた。464年（和平5年）1月、任城王に封じられた。使持節・侍中・征東大将軍・和龍鎮都大将に任じられた。献文帝のとき、都督中外諸軍事・中都大官に任じられ、民衆の訴訟を聞いて判断は理にかなっていたため、当時の名声を得た。
470年（皇興4年）、柔然の予成が北魏の北辺を侵犯すると、拓跋雲は魏軍を率いて東道に進出した。471年（皇興5年）8月、献文帝が群臣を集め、京兆王拓跋子推に帝位を譲る内意を示した。拓跋雲は源賀や東陽公拓跋丕とともに反対論を唱え、献文帝も翻意して皇太子の拓跋宏（孝文帝）に帝位を譲った。
472年（延興2年）、柔然が北魏の北辺を侵犯すると、拓跋雲は太上皇帝（献文帝）に従って中軍大都督となって出征した。473年（延興3年）、仇池が北魏に叛くと、拓跋雲は征西大将軍となって仇池を討った。都督徐兗二州縁淮諸軍事・征東大将軍・開府・徐州刺史に任じられた。。太妃の蓋氏が死去したため解任を求めたが、太上皇帝に許されず、拓跋雲は悲号のあまり病となり、ようやく辞任が許された。。服喪を終えると、再び侍中・中都大官となった。冀州刺史として出向した。使持節・都督陝西諸軍事・征南大将軍・長安鎮都大将・雍州刺史に転じた。481年（太和5年）4月、雍州で死去した。諡は康といった。雲中の金陵に陪葬された。

## 妻子

### 妻
- 孟氏（任城国太妃）

### 男子
- 元澄（後嗣、任城王）
- 元嵩
- 元瞻

### 女子
- 元純陀（五女、邢巒の妻）

## 伝記資料
- 『魏書』巻19中 列伝第7中
- 『北史』巻18 列伝第6
- 『魏書』巻103 列伝第91
- 『北史』巻98 列伝第86

1. 1 2 3 4 5 6 7 8 9  魏書 巻19中.
2. 1 2 3 4 5 6 7 8  北史 巻18.
3. ↑  魏書 巻103.
4. ↑  北史 巻98.